# Ozarba costipannosa
Ozarba costipannosa là một loài bướm đêm trong họ Noctuidae.